# Trochosa sericea
Trochosa sericea là một loài nhện trong họ Lycosidae.
Loài này thuộc chi Trochosa. Trochosa sericea được Eugène Simon miêu tả năm 1898.